# 7539-es mellékút (Magyarország)
A 7539-es számú mellékút egy 11,5 kilométer hosszú, négy számjegyű országos közút Zala vármegye déli részén. A Letenye környékén fekvő települések egy részét kapcsolja össze egymással és a térséget feltáró forgalmasabb útvonalakkal.

## Nyomvonala
A 7538-as útból ágazik ki, annak 14,350-es kilométerszelvénye táján, Dobri keleti külterületén, majdnem északi irányban. 650 méter után kiágazik belőle egy önkormányzati út nyugatnak, a település belterületének északi része felé, majd 1,2 kilométer után átlép az út Tormafölde területére. 1,8 kilométer után éri el a község lakott területét, ott a neve Petőfi Sándor utca. A község úgyszólván egyutcás faluként nyúlik el hosszan északi irányban, az út csak 3,8 kilométer után lép ki a falu házai közül. 4,6 kilométer előtt, még a falu északi határában kiágazik belőle nyugat felé egy önkormányzati út, Lovászi településre, majd 5,1 kilométer után Szécsisziget területére érkezik.
6,5 kilométer megtétele után lép be Szécsisziget házai közé, majd 6,9 kilométer táján kiágazik belőle a 7549-es út Kerkateskánd felé, és néhány lépés után már ki is ér a falu belterületéről. 8,5 kilométer után az eddigi északi irányához képest kissé keletebbi irányba kezd kanyarodni, és amikor a 9. kilométere táján átlépi Iklódbördőce határát, ott már északkelet felé halad. A községhatár átlépésével egyidejűleg kiágazik belőle északnyugat felé egy önkormányzati út a 7537-es út és Iklódbördőce vasútállomás felé, de ez az út, legalábbis a Google Utcakép 2019-ben elérhető felvételei szerint, azok készítésének idejében, 2012-ben le volt zárva a forgalom elől, feltehetőleg a rossz állapota miatt.
A 10,250-es kilométerszelvénye közelében Petróczipuszta külterületi településrész mellett halad el az út, majd nagyjából 11,3 kilométer után egészen megközelíti Páka határát. Nem sokkal ezután véget is ér, beletorkollva a 7537-es útba, annak 20,900-as kilométerszelvénye táján, nem messze Páka, Csömödér és Iklódbördőce hármashatárától, de még ez utóbbi területén.
Teljes hossza, az országos közutak térképes nyilvántartását szolgáló kira.gov.hu adatbázisa szerint 11,506 kilométer.

## Települések az út mentén
- Dobri
- Tormafölde
- Szécsisziget
- Iklódbördőce

## Története
A Dobri és Tormafölde közti szakasza a Cartographia 2004-es kiadású Világatlaszában nem szerepel.